# 鲁伊瓦镇
鲁伊瓦镇是葡萄牙贝雅区的一个堂区。总面积20.2平方公里，总人口625人，人口密度30.9人/平方公里。